# Oedicentra
Oedicentra is een geslacht van vlinders van de familie spanners (Geometridae), uit de onderfamilie Ennominae.

## Soorten
- O. albipennis Warren, 1902
- O. gerydaria Swinhoe, 1904
- O. volcanica Herbulot, 1997